# Las Perdices
Las Perdices är en ort i Argentina.   Den ligger i provinsen Córdoba, i den centrala delen av landet, 500 km väster om huvudstaden Buenos Aires. Las Perdices ligger 253 meter över havet och antalet invånare är 4 615.
Terrängen runt Las Perdices är platt, och sluttar österut. Runt Las Perdices är det ganska glesbefolkat, med 22 invånare per kvadratkilometer.. Las Perdices är det största samhället i trakten.
Trakten runt Las Perdices består till största delen av jordbruksmark.